# Apostolepis christineae
Apostolepis christineae — вид змій родини полозових (Colubridae). Мешкає в Бразилії і Болівії. Вид названий на честь бразильського герпетолога Крістіна Стрюссманна.

## Поширення і екологія
Apostolepis christineae мешкають в горах Серра-дас-Арарас в штаті Мату-Гросу на заході Бразилії і в сусідніх районах на сході Болівії. Вони живуть в саванах серрадо.